# Carcinoma

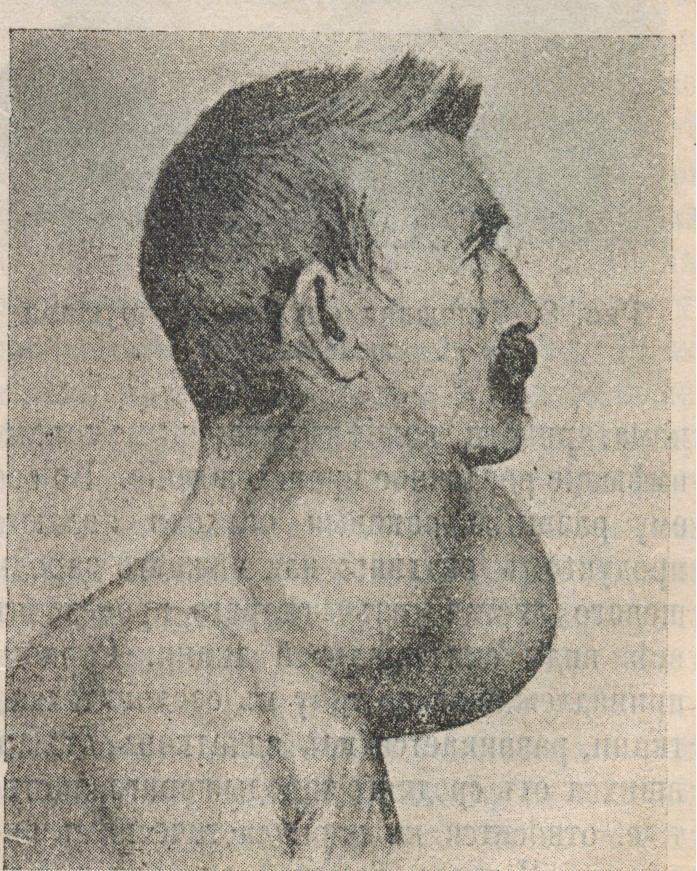

Un carcinoma es un tipo de cáncer que se desarrolla a partir de células epiteliales.
Específicamente, un carcinoma es un cáncer que comienza en tejidos que recubren las superficies internas o externas del cuerpo y que se originan en células derivadas de las capas germinales (endodermo, mesodermo y ectodermo) durante la embriogénesis.
Los carcinomas ocurren cuando el ADN de una célula se daña o altera, lo que provoca un crecimiento incontrolado y maligno de las células. 
El término deriva del griego "καρκίνωμα" (karkinoma), que significa tumor o cáncer, y a su vez de "καρκίνος" (karkinos), que significa cangrejo.
Los carcinomas constituyen el tipo más común de cáncer en humanos. Pueden presentarse en diversas localizaciones del cuerpo, incluyendo la piel, la boca, los pulmones, las mamas, el tracto digestivo y el útero. 

## Clasificación de los carcinomas
Tradicionalmente, los carcinomas se clasifican en dos grandes grupos según su diferenciación histológica:
1. Carcinomas de células escamosas (Carcinomas epidermoides):
  - Se originan en células epiteliales que presentan queratinización o diferenciación escamosa.
  - Son comunes en áreas como la piel, la cavidad oral, el esófago y el cuello uterino.
2. Adenocarcinomas:
  - Se originan en células epiteliales que tienen características glandulares o que forman estructuras glandulares.
  - Pueden encontrarse en órganos como el colon, los pulmones, el páncreas y las mamas.

## Carcinomas especiales

#### Es importante destacar que existen carcinomas que no encajan perfectamente en las categorías anteriores.
Por ejemplo:
1. Carcinoma de células pequeñas:
  - Un tipo de cáncer que generalmente se origina en los pulmones y se caracteriza por células pequeñas y redondas que se multiplican rápidamente.
2. Tumores con diferenciación epitelial en otras categorías oncológicas:
  - Por ejemplo, el carcinoma embrionario testicular es un tumor maligno de células germinales totipotenciales con diferenciación epitelial.
  - Aunque puede formar estructuras glandulares, no se clasifica como adenocarcinoma ni como carcinoma en el sentido estricto de la clasificación histológica general.[3]
    - Por ende, es un tumor de células germinales, no un carcinoma en el sentido estricto.

## Consideraciones adicionales
La clasificación de los carcinomas es compleja y se basa en características histológicas, moleculares y clínicas. 
Es fundamental una evaluación detallada para determinar el tipo específico de carcinoma.

## Tipos
- Carcinoma adenoquístico
- Carcinoma renal
- Carcinoma de cavum
- Carcinoma de paratiroides
- Carcinoma anaplásico
- Carcinoma neuroendocrino
- Carcinoma indiferenciado de células gigantes